# Fédération de Trinité-et-Tobago de football
La Fédération de Trinité-et-Tobago de football (Trinidad and Tobago Football Federation (en) TTFF) est une association regroupant les clubs de football de Trinité-et-Tobago et organisant les compétitions nationales et les matchs internationaux de la sélection de Trinité-et-Tobago.
La fédération nationale de Trinité-et-Tobago est fondée en 1908. Elle est affiliée à la FIFA depuis 1963 et est membre de la CONCACAF depuis 1962.

## Histoire
La pandémie de Covid-19, qui démarre au pays en 2020, fragilise fortement les institutions footballistiques à Trinité-et-Tobago. Les dettes accumulées par la fédération lors des dernières années amènent la FIFA à en prendre le contrôle et à le maintenir jusqu'à 2023, malgré la démission de certains dirigeants. Pendant cette période, seules les équipes nationales sont en activité et les compétitions locales sont au point mort.

## Logos

Ancien logo
Logo actuel